# Waigeum resplendens
Waigeum resplendens är en fjärilsart som beskrevs av George Thomas Bethune-Baker 1908. Waigeum resplendens ingår i släktet Waigeum och familjen juvelvingar. Inga underarter finns listade i Catalogue of Life.